# Macrostylis gestuosa
Macrostylis gestuosa là một loài chân đều trong họ Macrostylidae. Loài này được Mezhov miêu tả khoa học năm 1993.